# Montacuto
Montacuto (piemontesisch Montèigo) ist eine Gemeinde in der italienischen Provinz Alessandria (AL), Region Piemont.

## Lage und Einwohner
Die Gemeinde Montacuto liegt rund 50 km südöstlich von der Provinzhauptstadt Alessandria auf einer Höhe von 525 m über dem Meeresspiegel im Val Curone. Das Gemeindegebiet umfasst eine Fläche von 23,76 km² und hat 234 (Stand 31. Dezember 2023) Einwohner.
Die Nachbargemeinden sind Albera Ligure, Cantalupo Ligure, Dernice, Fabbrica Curone, Gremiasco und San Sebastiano Curone.

### Bevölkerungsentwicklung
Seit der Zählung von 1911 hat die Wohnbevölkerung um 77 % abgenommen und eine Änderung ist momentan nicht in Sicht.

## Geschichte

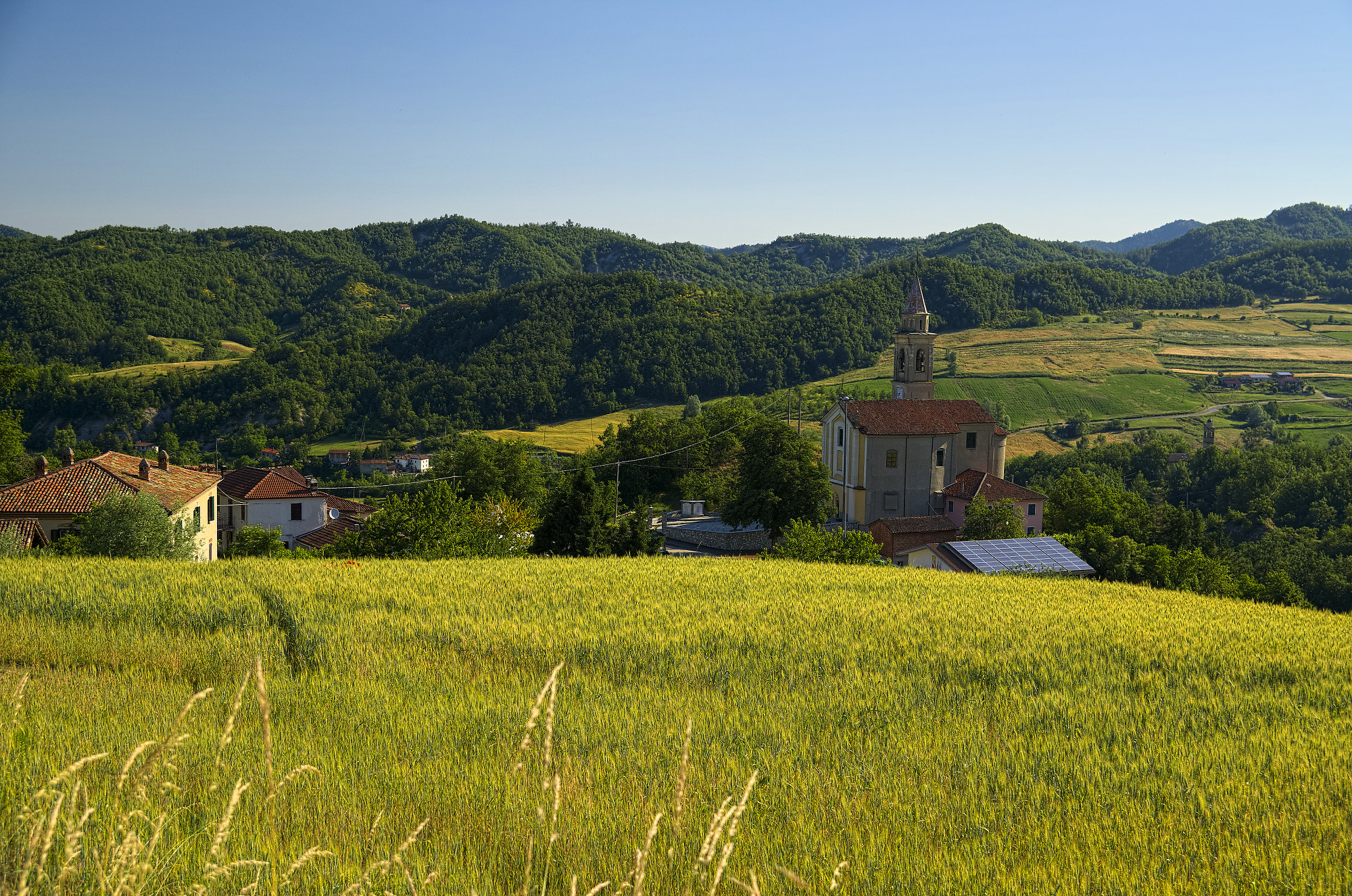
Panorama

Der Ortsname wird ab 1142 als „Monteacuto“ bezeugt, ohne dass es in den folgenden Jahrhunderten Variationen offensichtlicher Bedeutung gab. Seine Ursprünge reichen bis ins Mittelalter zurück. Im 12. Jahrhundert gehörte es zu Tortona, wie von Kaiser Friedrich I. bestätigt und später von seinem Neffen Friedrich II. nochmals bestätigt wurde. Anschließend wurde es Teil des Herrschaftsgebiets der Familie Malaspina, die es bis 1210 regierte. In diesem Jahr gab der Markgraf Corrado Tesidio von Montacuto sowie Oberto und Ubaldo von Dernice alle Rechte zurück, die sie vor dem Krieg, der sie bekämpft hatte, an diesen Orten erworben hatten. Herr Tesidio selbst wurde von der Gemeinde Tortona als Dank für die Gastfreundschaft, die er einigen seiner Militanten entgegenbrachte, Schutz und Steuerbefreiung gewährt.
Im Jahr 1413 wurde es kaiserliches Lehen und etwa 20 Jahre später schwor Giovanni Frascarolo Karl V. die Treue. Ende des 16. Jahrhunderts befand es sich im Besitz eines Konsortiums aus den Familien Frascarolo, Spinola, Doria und Guidobono Cavalchini. Im Jahr 1773 wurde Ferdinando Frascarolo gegen Zahlung einer Summe von 200 Lire ihr alleiniger Herr.
Während der faschistischen Zeit verlor es seine Verwaltungsautonomie und wurde von 1928 bis 1947 mit der Gemeinde San Sebastiano zusammengelegt.

## Sehenswürdigkeiten
- Das im 17. und 18. Jahrhundert restaurierte Schloss, von dem ein Teil der ursprünglichen Struktur erhalten blieb ist noch sichtbar, bereits im 13. Jahrhundert von Tedisio di Montacuto bewohnt.
- Die Pfarrkirche San Pietro, ursprünglich im romanischen Stil, wurde im 18. Jahrhundert restauriert und verfügt über ein interessantes barockes Presbyterium.